# منطلق دالة

دالة f من المجال الوردي X إلى المجال المقابل الأزرق والأصفر Y. الشكل الأصفر داخل Y هو صورة f. تسمى الصورة أو المجال المقابل في بعض الأحيان «مدى f».

مجال تعريف (بالإنجليزية: Domain of a function)‏ دالة رياضية، أو مجموعة تعريفها، هو مجموعة أليافها، أي مجموعة العناصر حيث الدالة معرفةٌ (وتسمى المنطلق ومجموعة الانطلاق) وتربطها بمجموعة عناصر المجال المقابل لها (تسمى المستقر ومجموعة الوصول).